# 希罕暗哲水蚤
希罕暗哲水蚤（学名：Scottocalanus infrequens）为厚殼水蚤科暗哲水蚤屬下的一个种。